# Daiken Okudaira
Daiken Okudaira (japanisch 奥平 大兼 Okudaira Daiken; * 20. September 2003 in der Präfektur Tokio) ist ein japanischer Schauspieler.

## Biografie
Okudaira wurde am 20. September 2003 in der Präfektur Tokio geboren. Sein Debüt gab er 2020 in dem Film Mother. Anschließend bekam er 2023 eine Rolle in My Small Land. Im selben Jahr trat er in der Serie Socho Shihatsu no Sappukei auf.
Außerdem wurde er für den Film Nemesis the Movie: Mystery of Golden Spiral gecastet. Unter anderem war Okudaira in Village zu sehen. Seine erste Hauptrolle bekam er in Kimi wa Hōkago Insomunia. Seit 2023 spielt er in der Serie Dragons of Wonderhatch eine Hauptrolle.

## Filmografie
Filme
- 2020: Mother
- 2022: My Small Land
- 2023: Nemesis the Movie: Mystery of Golden Spiral
- 2023: Village
- 2023: Kimi wa Hōkago Insomnia

Serien
- 2020: Koisuru Hahatachi
- 2022: Sōchō Shihatsu no Sappūkei
- 2023–2024: Dragons of Wonderhatch